# رولا خرسا
رولا مصطفى خرسا أو رولا خرسا من مواليد 29 سبتمبر 1961[بحاجة لمصدر]، هي إعلامية مصرية.

## المسيرة المهنية
تدرّجت رولا في حياتها المهنية حيث بدأت في إذاعة البرنامج الأوربي ثم سافرت إلى لندن وعملت بقناة البي بي سي ثم عادت وعملت مراسلة للتلفزيون المصري وقدمت عدة برامج مثل برنامج في العمق على القناة الثانية المصرية وبرنامج القصة ومافيها مع رولا ثم غابت عن الشاشة لعدة سنوات بسبب حساسية موقع زوجها عبد اللطيف مناوي رئيس قطاع الأخبار بالتلفزيون المصري. جاءها عرض من رجل الأعمال محمد عبد المتعال مدير شبكة تلفزيون الحياة للعمل في برنامج توك شو يومي وكان المقرر أن يعرض باسم الناس ورولا ثم استقر فريق العمل على اسم الحياة والناس. حقّقَ البرنامج نجاحاً ملحوظاً بسبب أسلوب رولا الهادئ وحسن اختيار موضوعاتها وضيوفها حيثُ استضافت لأول مرة اللواء أحمد رشدي وزير الداخلية الأسبق بعد 23 عاماً من صمته والناشطة السياسية شاهيناز النجار كما استضافت حاخاماً أمريكياً معروفاً بمناهضته للصهيونية.

## الحياة الشخصية
تزوجت رولا خرسا من الإعلامي عبد اللطيف المناوي وانجبت منه ثلاثة أبناء. بحلول 14 سبتمبر 2018؛ تزوّجت رولا خرسا للمرة الثانية بعد طلاقها من زوجها السابق عبد اللطيف المناوي.

## وصلات خارجية
- رولا خرسا على موقع قاعدة بيانات الأفلام العربية
- صفحة مقالات رولا خرسا على موقع جريدة المصري اليوم